# Endel Pool
Endel Pool (* 26. Januar 1923 in Sikana, Kreis Pärnu, Estland; † 9. November 2021 in Whiting, New Jersey, Vereinigte Staaten) war ein US-amerikanisch-estnischer Ingenieur und Soldat.

## Leben
Endel Pool wurde auf dem Gut Sikana in der Nähe von Vändra im Kreis Pärnu geboren. Das über 1000 Hektar große Grundstück hatte seine Familie kurz vor der Loslösung Estlands von Russland erworben. Seine Eltern, die Bauern Mart und Maria (Reier) Pool, hatten zehn Kinder. Sein Großvater war der Bruder des Vaters des Agronomen und Politikers Theodor Pool.
1939 schloss Endel Pool das Progümnaasium in Vändra ab. Mit Beginn des Zweiten Weltkrieges versteckte er sich zunächst zusammen mit seinem Bruder Ado Pool in Kilingi-Nõmme, bis er in die Kampfhandlungen eintrat. 1941 nahm er an der Schlacht von Liivamäe zwischen „Waldbrüdern“ und sowjetischen Besetzern teil. Er trat freiwillig der deutschen Wehrmacht und 1941/1942 dem Polizei-Bataillon 33 bei, um gegen die sowjetische Besetzung Estlands zu kämpfen. Nach einem Jahr kam er zur „Estnischen Legion“, die der Waffen-SS angegliedert war. Mit dem estnischen SS-Freiwilligen-Panzergrenadier-Bataillon „Narwa“ der 5. SS-Panzer-Division „Wiking“ nahm er an Kämpfen um Isjum in der Ukraine teil und wurde zweimal verwundet. Ihm wurde das Eiserne Kreuz der 2. Klasse verliehen. Danach diente er in der estnischen 20. Division des Füsilier-Bataillons 20 und nach Abschluss einer Militärschule als Gruppenkommandant der estnischen 45. Division in Schlesien. Schließlich floh er vor den Tschechen über die Elbe zu den amerikanischen Truppen.
1946 trat Pool im Status einer Displaced Person der US Army bei. Er gehörte zu der Wachkompanie, die bei den Nürnberger Prozessen Gefangene bewachte. Später zog er in die USA und diente in der Spezialeinheit „Green Berets“ in Fort Bragg.
Mit Abschluss seiner militärischen Laufbahn besuchte Pool einen halbjährigen Kurs zum Zeichner und Konstrukteur an einer technischen Hochschule. Danach arbeitete er vier Jahre in dieser Funktion im Forschungslabor von 20th Century Fox in New York. Zu dieser Zeit etablierte sich das von Fox vertriebene Cinemascope-Verfahren zur Breitbildaufzeichnung. Pool arbeitete in einem Team mit, das Apparate zur Herstellung derartiger Filme konstruierte. Bei der Oscarverleihung 1962 wurde er zusammen mit seinen Kollegen F. D. Leslie, R. D. Whitmore, James B. Gordon sowie mit Earl Sponable und Herbert E. Bragg für das von ihnen entwickelte System („for a system of decompressing and recomposing CinemaScope pictures for conventional aspect ratios“) mit einem Oscar für Wissenschaft und Entwicklung (Academy Scientific & Engineering Award) ausgezeichnet.
Parallel zum Beruf absolvierte Pool ab 1958 ein Ingenieursstudium am Fachbereich für Mechanik des New York City College. Nachdem 1961 das Fox-Labor in New York geschlossen worden war, arbeitete er vier Jahre für ein Unternehmen, das 8-mm-Minifilmkameras und Projektoren herstellte. Später war er in einem Forschungslabor von CBS tätig.
1956 heiratete er Silva Pool († 2011), eine ehemalige Mitschülerin aus Vändra. Sie lebten zunächst in Manhattan, dann bauten sie ein Haus und zogen 1969 nach Ridgefield in Connecticut. Mit Eintritt in den Ruhestand ließen sie sich in Lakewood nieder. Pool starb 2021 im Alter von 98 Jahren in Whiting, New Jersey. Er hinterließ eine Tochter.